# Cleveland Bay
Il Cleveland Bay è una razza di cavallo originaria dell’Inghilterra e diffuso principalmente nella Gran Bretagna. Prende il nome dalla sua colorazione e dal distretto di Cleveland nello Yorkshire. È un cavallo da tiro docile, resistente, longevo. Fisicamente si mostra ben muscoloso, con gambe forti ma corte rispetto al corpo. Tutti i cavalli della razza sono caratterizzati da un colore baio con unica macchia bianca frontale, possono presentare peli chiari nella criniera e nella coda, tratti caratteristici di alcune linee di razza.
Diffuso a partire XVII secolo, è tra le più antiche razze inglesi e quella che più evidenzia i caratteri originari. A partire dal medioevo nasce come cavallo da soma, veniva utilizzato dai venditori ambulanti (Chapman Horse), per poi essere incrociato con altre razze più leggere. Tutto ciò ha modificato le sue caratteristiche diventando un cavallo da sella e da carrozza, dimostrando versatilità in ogni tipo di lavoro.
La popolarità della razza ha subito diverse fluttuazioni nel corso della sua storia. Il loro allevamento andò in declino, molti sono stati venduti all'estero, ma alcuni allevatori hanno mantenuto in vita la razza. Oggi è una razza rara tanto da considerare la popolazione ai limiti critici per l'estinzione. Si prevede che la popolazione mondiale sia di circa 900 esemplari di razza pura sparsi in Nord America, Australasia, Europa, Giappone e Pakistan. Rimane una razza ancora molto richiesta, non solo per il rinnovato interesse per gli attacchi o per sviluppare e migliorare diverse razze di cavalli a sangue caldo e da tiro, ma anche perché gli incroci col Purosangue inglese danno ottimi cavalli per i concorsi ippici.

## Storia
Il Cleveland Bay è una razza la cui origine è localizzata nell’area di Cleveland, nello Yorkshire, in Gran Bretagna, ed è considerata la razza equina inglese più antica, nonché l’unica originaria della Gran Bretagna che non appartiene al gruppo di cavalli pesanti.
La razza che più le si avvicina, sebbene non completamente imparentata, è l’Irish Draft.

### Sviluppo
Il primo allevamento degli antenati del Cleveland Bay venne effettuato in gran parte da chiese e monasteri, per soddisfare la necessità di cavalli da soma per il trasporto di merci tra abbazie e monasteri nel nord-est dell’Inghilterra. Questi cavalli medievali guadagnarono il soprannome di "Chapman Horses" a causa del loro utilizzo da parte dei mercanti itineranti conosciuti come “Chapmen”.
Ciò che è attualmente il Cleveland Bay, deriva dall’incrocio di cavalli Berber e Andalusi con fattrici Chapman Horse. Il sangue Barb proveniva principalmente da cavalli importati da uomini giovani e ricchi nel loro “Grand Tour of Europe”, acquistati dai moli di Marsiglia e trasportati poi in Inghilterra. Il sangue Andaluso invece, proveniva da cavalli allevati nella scuderia reale di Cordoba e prodigati ai reali inglesi dal re di Spagna. Gli stalloni erano spesso allevati localmente e la prima infusione di sangue andaluso venne aggiunta ai cavalli Chapman nativi. I cavalli spagnoli si diressero anche verso le tenute periferiche della nobiltà inglese, e vennero successivamente presi dagli uomini di Oliver Cromwell dopo la guerra civile inglese. Nelle mani degli uomini di Cromwell, molti stalloni vennero messi a disposizione della gente del posto per incrociarli con i cavalli Chapman esistenti, addizionando una seconda infusione di stirpi andaluse. Alla fine del XVII secolo fu aggiunta una seconda infusione di sangue Barb quando gli allevatori di Cleveland acquistarono cavalli direttamente dai soldati di Tangeri o dagli stessi Mori.
Tra il 1685 e il 1785 l'incrocio di queste tre razze si sviluppò nell'originale Cleveland Bay, ottenendo un aumento morfologico per opera della migliore alimentazione e dell'allevamento selettivo nel Cleveland Bay "di tipo agricolo". Questa tipologia originale era più pesante rispetto alla razza odierna, poiché nelle fattorie e nelle strade povere dell'Inghilterra del XVII e XVIII secolo si necessitava più di forza che di velocità. Man mano che le strade miglioravano, la velocità diventava più importante e ne risultò che alla fine del XVIII secolo fu aggiunto del sangue di Purosangue e arabo. I soggetti ottenuti vennero ampiamente utilizzati come cavalli da carrozza, perché più leggeri di struttura, con un collo ben arcuato e spalle potenti.
Il sangue di Purosangue venne quindi aggiunto per ottenere la razza, nonostante le affermazioni degli allevatori sulla "priva contaminazione di nero o sangue” dei suoi discendenti. L'aggiunta del Purosangue è infatti ritenuta responsabile dei Cleveland Bay nati con zampe rosse (in contrasto con il nero normalmente associato), a causa della presenza di un Purosangue castano nell'albero genealogico.

### Istruzione
La British Cleveland Bay Horse Society venne costituita nel 1883, e il primo libro genealogico venne pubblicato nel 1884. Il XIX secolo ha visto l'esportazione di molti Cleveland Bay all'estero: in Australia, Nuova Zelanda, Sud Africa, Stati Uniti, India, Russia e nel continente europeo. Più nello specifico, all'inizio del XIX secolo, il Cleveland Bay venne importato per la prima volta in Maryland, Virginia e Massachusetts (Stati Uniti), e nel 1884 venne creato l' “Upperville Colt & Horse Show” in Virginia dal colonnello Richard Henry Dulany per mostrare il suo stallone Cleveland Bay importato e la prole dello stesso.
La “Cleveland Bay Society of America” venne costituita nel 1885 e il libro genealogico iniziò la pubblicazione nel 1889, sebbene fossero registrati cavalli che erano vissuti fin dal 1860. A giudicare dalle descrizioni dei primi cavalli registrati, è possibile che molti Cleveland Bay fossero in realtà Yorkshire Coach Horses, ma vennero tutti classificati come tali, ed è così che sono conosciuti ad oggi.Più di 2.000 cavalli furono registrati presso l'associazione nel 1907. I cavalli furono motivo d’interesse in Buffalo Bill Cody, che guidò quattro stalloni di Cleveland Bay nel suo Wild West Show.
Prima della Prima Guerra Mondiale, avendo visto le imprese di cavalleria dei boeri a cavallo durante la seconda guerra boera, la Gran Bretagna incrementò le sue riserve di cavalleria. I più piccoli esemplari di Cleveland Bay erano usati per trasportare i soldati britannici, mentre gli esemplari più grandi di razza trasportavano l’artiglieria. Sebbene la Prima Guerra Mondiale non fosse stata la guerra di cavalleria che i britannici si aspettavano, un gran numero di cavalli venne usato per trasportare l’artiglieria e le perdite furono elevate. Poiché la guerra aveva causato un esaurimento delle scorte, nel 1920 e 1921, la società britannica aprì un registro speciale per le fattrici di Cleveland Bay precedentemente non registrate, includendone alcune già registrate nel registro dello Yorkshire Coach Horse (un incrocio di Cleveland/Purosangue Inglese), dopo aver superato un’ispezione che le certificasse essere del tipo di razza corretto. I puledri successivi di queste fattrici risultavano idonei per la registrazione nel principale libro genealogico britannico di Cleveland Bay, e potevano inoltre partecipare a competizioni riservate ai membri della razza. Parte di questa progenie era di proprietà e fu allevata da re Giorgio V.

### Declino e ripresa
Tuttavia, l’interesse per il Cleveland Bay stava calando, e ciò era dovuto alla maggiore meccanizzazione, e la Grande Depressione dei primi anni trenta ridusse le esportazioni di circa un terzo.
Ci fu una breve ripresa d’interesse negli ultimi anni trenta negli Stati Uniti, quando questi divennero famosi come scorta di base per cacciatori. Il declino proseguì, velocizzandosi dopo la Seconda Guerra Mondiale; nel 1960 il British War Office smise di offrire premi sugli stalloni e così molti allevatori ne interruppero l’allevamento.
Nel 1962, solamente 4 stalloni di razza erano presenti nel Regno Unito. La regina Elisabetta II salvò la razza acquistando Mulgrave Supreme, uno stallone che stava per essere venduto ad un acquirente negli Stati Uniti. Lo stallone venne allevato ed usato con fattrici di razza pura e parzialmente, e così nel giro di 15 anni c’erano 36 stalloni di razza nel Regno Unito. Il Principe Filippo, Duca di Edimburgo, usò la razza per molti anni nelle competizioni internazionali di sella.
Alla fine degli anni sessanta e settanta, l’interesse per la razza aumentò, e i Cleveland Bay parzialmente puri erano richiesti come cavalli da sella, specialmente per l’uso come cacciatori e saltatori. Nel 1964, un incrocio di Cleveland Bay/Purosangue Inglese gareggiò nelle gare ad ostacoli alle Olimpiadi di Tokyo. Un altro incrocio di Cleveland Bay ha gareggiato per la squadra olimpica britannica nel salto ad ostacoli alle Olimpiadi di Città del Messico del 1968, mentre un terzo è stato un supporto di riserva per la squadra canadese di salto ad ostacoli alle Olimpiadi di Montreal del 1976. Alla fine degli anni sessanta e settanta i cavalli continuavano ad essere esportati in diversi paesi. Giappone, Stati Uniti e Australia hanno continuato ad importare cavalli dall’Inghilterra, ed in Nuova Zelanda erano richiesti gli incroci tra Cleveland Bay e fattrici autoctone per la stazione di bovini e pecore.
Dal 1977, Elisabetta II è patrona della Società, e durante il centenario della Società nel 1984 ha agito in qualità di presidente. La British Cleveland Bay Horse Society mantiene anche un registro separato per i cavalli parzialmente di razza.
Alla fine del XX secolo, la razza attirò nuovamente le attenzioni del pubblico degli Stati Uniti, e nel 1985 l’Associazione degli Stati Uniti venne riattivata e ribattezzata come “Cleveland Bay Society of North America”. L’American Livestock Breeds Conservancy degli Stati Uniti ritiene che il loro status sia critico, il che significa che la popolazione globale stimata è inferiore ai 2.000 capi e meno di 200 registrazioni annue negli Stati Uniti.
Anche il Rare Breeds Survival Trust del Regno Unito considera il proprio status essere critico, con meno di 300 femmine riproduttrici registrate in tutto il mondo.
Così anche l’Equus Survival Trust considera la popolazione di razza essere a livelli critici, il che significa che al mondo sono rimaste tra le 100 e 300 femmine riproduttrici.
Attualmente, ci sono circa 135 cavalli di razza negli Stati Uniti e nel Canada registrati presso il registro Nord Americano. Ci sono anche delle piccole popolazioni in Giappone, Nuova Zelanda e Australia.
Nel 2006, si stima che in tutto il mondo esistessero 550 cavalli di Cleveland Bay, di cui circa 220 erano fattrici; il raccolto di puledri del 2005 ha prodotto meno di 50 cavalli.

## Caratteristiche
I cavalli Cleveland Bay hanno un temperamento tranquillo, rustico, resistente e longevo.
La razza è di tipo mesomorfo con una testa abbastanza grande, un profilo leggermente convesso, montanino e un collo lungo e muscoloso. Orecchie grandi e ben dirette, occhi dolci ed espressivi con fronte ampia e grandi narici. Statura compresa tra m 1,62 e m 1,65.Il garrese è ben muscoloso, il che spesso lo rende meno pronunciato, il petto è ampio e profondo, torace massiccio, le spalle sono muscolose e oblique, la groppa leggermente inclinata, la linea dorso-lombare è lunga e dritta, la coda alta e ben attaccata. Le gambe sono corte rispetto al corpo, ma forti e muscolose, con articolazioni larghe e asciutte, stinco lungo, pastorali al contrario non troppo lunghi, piede largo ma proporzionato con unghia resistente, compatta e con riflesso bluastro. Le zampe hanno poca o nessuna piuma, poiché la razza è stata sviluppata in parte per lavorare nei terreni argillosi pesanti del suo paese natale, dove le ciocche di pelo presenti sulla parte più distale dell'arto hanno portato a una maggiore incidenza di malattie.
Il mantello può essere baio o baio scuro, senza marcature bianche ad eccezione di una piccola stella sulla fronte. Altri segni bianchi rendono il cavallo inammissibile al libro genealogico. Esiste una preferenza per le tonalità del mantello più brillanti, caratteristica che originariamente era stata inserita come standard di razza, ma poi rimossa. In alcune linee di sangue della razza, i peli chiari e grigiastri nella criniera e nella coda sono noti come una caratteristica del sangue puro. Ci si aspetta che i cavalli abbiano punti neri completi, comprese le gambe inferiori completamente nere. Le gambe che sono rosse sotto le ginocchia e i garretti sono considerate di colore difettoso, sebbene non squalificano un cavallo dal registro. Si pensa che le zampe rosse occasionali che compaiono nella razza, provengano da stalloni purosangue castani che sono stati incrociati nelle linee di sangue di Cleveland Bay e Yorkshire Coach Horse.
All'inizio del XX secolo, quando la British Cleveland Bay Society emanò uno standard di razza da utilizzare per gli spettacoli, fu aggiunta una sezione sul movimento dei cavalli, che descriveva una corretta esecuzione dell'azione desiderata, specialmente in riferimento trotto. Questo è stato incluso in parte perché in quegli anni il potenziale militare era ancora considerato un fattore nella valutazione dei cavalli e un buon trotto era necessario per un cavallo di artiglieria. È importante questa caratteristica perché le razze con grande abilità al trotto spesso hanno anche un ottimo potenziale per il salto. La combinazione di queste caratteristiche determina che la razza è utile per l'allevamento di saltatori (specialmente se incrociati con purosangue).
Le Cleveland Bay di razza parziale sono talvolta chiamate Cleveland Bay Sporthorses. Possono iscriversi al Registro di Cleveland Bay Part Bred, ma non devono essere registrati in nessun altro registro. Per essere ammessi, i cavalli devono avere almeno un nonno registrato nel libro genealogico principale della Cleveland Bay Horse Society in quanto richiedono almeno il 25% di sangue di Cleveland Bay.

## Utilizzi

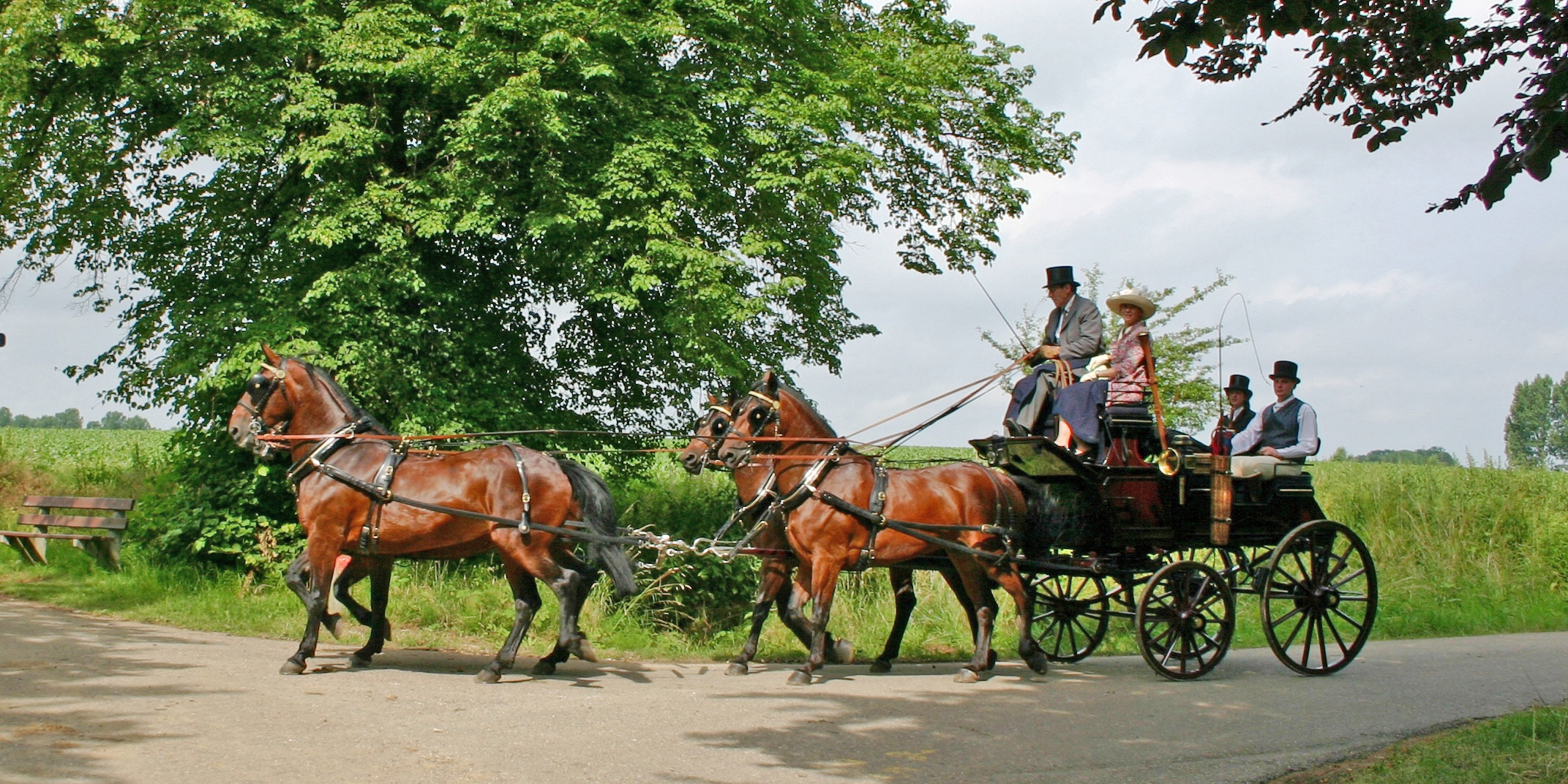
Cleveland Bay che tirano la carrozza reale.

Questa razza viene utilizzata prevalentemente per gli attacchi (tiro leggero, tiro medio-leggero), talvolta sella e lavori in campo agricolo. 
Nelle scuderie reali a Buckingham Palace a Londra, Inghilterra vivono i Cleveland Bay che tirano la carrozza reale nel corso delle più importanti cerimonie ufficiali. Negli anni 20 questi cavalli sostituirono quelli di razza Hannover nelle scuderie reali britanniche dove vengono sottoposti ad un addestramento intenso prima di poterli utilizzare come cavalli da tiro per le carrozze reali oppure per le battute di caccia dal momento che è una razza potente e può trasportare un uomo per un’intera giornata di caccia anche su terreni più difficili e con ostacoli. L’allevamento del Cleveland è stato incoraggiato dai successi ottenuti dal Duca di Edimburgo che dal 1971 iniziò ad interessarsi agli attacchi di tiri a quattro e partecipò a numerose competizioni internazionali.
Ad oggi la razza è utilizzata poco in purezza, viene invece spesso incrociata con i purosangue per creare cavalli sportivi e atletici ideali per il salto ostacoli e la caccia grazie alla sua resistenza, forza, abilità di salto e fertilità, alcuni esempi sono la creazione della razza Oldenburg e l'Hunter inglese. Il Cleveland Bay viene anche usato per creare e migliorare le razze Hannover, Holstein e il Vladimir Heavy Draft. Per quest’ultima razza il Cleveland è stato incrociato con cavalli da tiro francesi e belgi ottenendo una razza russa sviluppata per soddisfare il bisogno di quel paese di una razza pesante.